# Кульмоста
Кульмоста — река в России, течёт по территории Иглинского района Башкортостана. Устье реки находится на высоте 109 м над уровнем моря, в 5,4 км по левому берегу реки Буенда. Длина реки составляет 11 км.

## Данные водного реестра
По данным государственного водного реестра России относится к Камскому бассейновому округу, водохозяйственный участок реки — Сим от истока и до устья, речной подбассейн реки — Белая. Речной бассейн реки — Кама.
Код объекта в государственном водном реестре — 10010200612111100019416.